# アメリカ合衆国の主要ホテル一覧
アメリカ合衆国の主要ホテル一覧（アメリカがっしゅうこくのしゅようホテルいちらん）では、アメリカ合衆国における高級ホテル、歴史的に価値の高いホテル、著名なホテルを一覧としている。

## ミシガン州

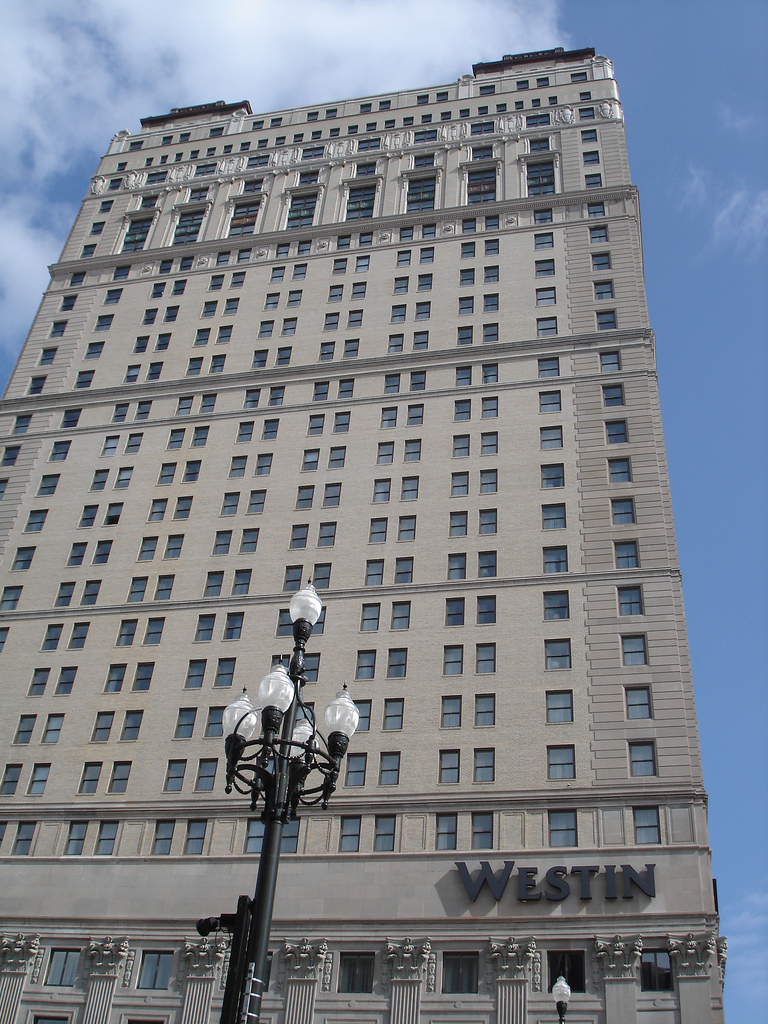
ウェスティン ブック キャデラック

- ウェスティン ブック キャデラック

## カリフォルニア州
- フェアモント・サンフランシスコ
- ハリウッド・メルローズ・ホテル
- ハリウッド・ルーズベルト・ホテル
- ウェスティン ボナベンチャ ホテル&スイーツ
- ザ・リッツ・カールトン・ロサンゼルス

## コロラド州
- ハイアット リージェンシー デンバー アット コロラド コンベンションセンター

## ハワイ州
- ロイヤル・ハワイアン
- シェラトン・プリンセス・カイウラニ

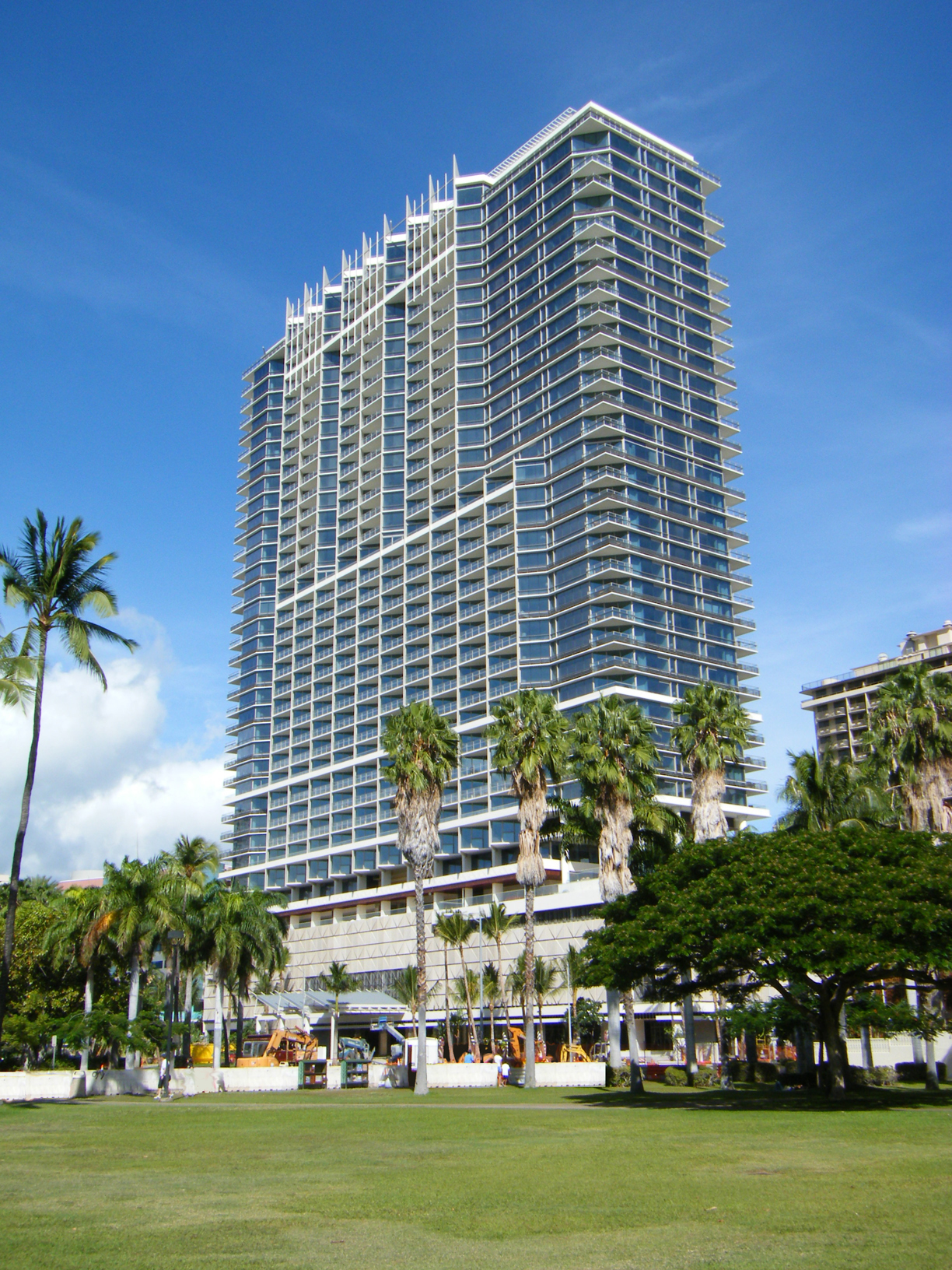
トランプ・インターナショナル・ホテル・ホノルル

- ヒルトン・ハワイアン・ビレッジ・ビーチ・リゾート&スパ
- トランプ・インターナショナル・ホテル・アンド・タワー (ホノルル)

## ニューヨーク州
- ニューヨーク市のホテルも参照。
- エセックスハウス
- チェルシーホテル
- フォーシーズンズホテル・ニューヨーク
- 図書館ホテル
- トランプ・インターナショナル・ホテル・アンド・タワー (ニューヨーク)
- ウォルドルフ＝アストリア
- プラザホテル
- シェリー・ネザーランド・ホテル

## ニュージャージー州
- シーザーズ・アトランティックシティ

## イリノイ州
- トランプ・インターナショナル・ホテル・アンド・タワー (シカゴ)
- パークハイアットシカゴ

## インディアナ州
- JWマリオット・インディアナポリス

## ルイジアナ州
- ヒルトン・ニューオーリンズ

## フロリダ州
- フォンテンブロー マイアミ ビーチ
- ディズニー・アニマル・キングダム・ロッジ
- ディズニー・オールスター・ミュージック・リゾート
- ディズニー・グランド・フロリディアン・リゾート&スパ

## オレゴン州
- ガイザーグランドホテル
- ホテル・ヴィンテージ・プラザ
- ベンソン・ホテル

## テネシー州
- ザ・ハーミテージ・ホテル

## ネバダ州
- ラスベガスのホテル一覧も参照。

## バージニア州
- ホテル・ロアノーク

## ペンシルベニア州
- ホテル・ペンシルベニア

## ワシントンD.C.
- ウィラード・インターコンチネンタル・ワシントン

## グアム
- レオパレスリゾート・グアム